# РФС Футзал
Футбольный клуб «Никарс» (латыш. Futbola klubs «Nikars») — мини-футбольный клуб из Риги, девятикратный чемпион Латвии. ФК «Никарс» был основан в 2002 году по инициативе нынешнего президента клуба Раймонда Валтса и его брата Гунтиса Валтса. С момента основания до сезона 2005/2006 «Никарс» играл в региональных и любительских лигах Латвии по мини-футболу. В сезоне 2005/2006 команда впервые приняла участие в Высшей лиге Чемпионата Латвии по мини-футболу (футзалу), а уже в сезоне 2006/2007 клуб праздновал успех, заняв первое место в Чемпионате Латвии. В последующие сезоны удача не покидала клуб, и ФК «Никарс» выиграл девять первенств подряд и три кубка Латвии, оставаясь на данный момент действующим чемпионом Латвии. Все 9 лет ФК «Никарс» участвовал в Кубке УЕФА по мини-футболу (футзалу), за это время команда 4 раза выходила в Элитный раунд (топ 16). В сезоне 2016/2017 года клуб установил личный рекорд, поднявшись на 10 позицию в рейтинге УЕФА.
В 2013 году ФК «Никарс» создал собственную школу футзала для детей.

## Текущий состав
По состоянию на 29 июня 2016 года
| №          | Игрок                  | Страна        | Дата рождения             | Бывший клуб       |         |
| Вратари    | Вратари                | Вратари       | Вратари                   | Вратари           | Вратари |
| ---------- | ---------------------- | ------------- | ------------------------- | ----------------- | ------- |
| 22         | Артем Нефедов          | Флаг Латвии   | 2 мая 1996 (28 лет)       | Воспитанник клуба |         |
| 35         | Антон Астраханцев      | Флаг Латвии   | 27 июля 1986 (38 лет)     | Воспитанник клуба |         |
| 16         | Каспарс Неретс         | Флаг Латвии   | 1 марта 1988 (37 лет)     | Воспитанник клуба |         |
| Защитники  |                        |               |                           |                   |         |
| 5          | Игорь Дацко            | Флаг Латвии   | 1 февраля 1981 (44 года)  | Воспитанник клуба |         |
| 13         | Матисс Бабрис          | Флаг Латвии   | 5 декабря 1993 (31 год)   | РТУ               |         |
| 14         | Герман Матюшенко       | Флаг Латвии   | 16 мая 1994 (30 лет)      | Воспитанник клуба |         |
| 17         | Дмитрий Забаровский    | Флаг Латвии   | 3 июня 1984 (40 лет)      | РАБА              |         |
| 23         | Константин Забаровский | Флаг Латвии   | 8 декабря 1988 (36 лет)   | РАБА              |         |
| Универсалы |                        |               |                           |                   |         |
| 11         | Игорь Аванесов         | Флаг Латвии   | 26 января 1987 (38 лет)   | РАБА              |         |
| 9          | Фумаса                 | Флаг Бразилии | 22 сентября 1985 (39 лет) | Мытищи            |         |
| 77         | Вассура                | Флаг Бразилии | 26 апреля 1985 (39 лет)   | Мунайшы           |         |
| Нападающие |                        |               |                           |                   |         |
| 2          | Янис Пастарс           | Флаг Латвии   | 22 июня 1992 (32 года)    | РТУ               |         |
| 3          | Андрей Алексеев        | Флаг Латвии   | 30 октября 1981 (43 года) | Омония            |         |
| 7          | Максим Сень            | Флаг Латвии   | 13 июня 1985 (39 лет)     | РАБА              |         |
| 8          | Артур Ерофеев          | Флаг Латвии   | 28 мая 1992 (32 года)     | Воспитанник клуба |         |
| 10         | Гиорги Диаквинишвили   | Флаг Грузии   | 21 ноября 1987 (37 лет)   | Новый Проект      |         |
| 12         | Артем Колесников       | Флаг Латвии   | 14 ноября 1985 (39 лет)   | Омония            |         |
| 21         | Юрий Архипов-Прокофьев | Флаг Латвии   | 29 июля 1993 (31 год)     | Воспитанник клуба |         |

## Руководство и персонал
По состоянию на 29 июня 2016
| Должность                       | Имя                 |
| ------------------------------- | ------------------- |
| Президент                       | Раймондс Валтс      |
| Спортивный директор             | Александр Дибривный |
| Главный тренер                  | Орланду Дуарте      |
| Ассистент тренера               | Александр Осин      |
| Тренер по физической подготовке | Анна Глазовская     |
| Администратор                   | Павел Ерохин        |
| Физиотерапевт                   | Владимир Сидоров    |
| Массажист                       | Сергей Гаврилов     |
| Бухгалтер                       | Галина Петрова      |

## Бомбардиры (с 2015 года)
Ниже представлен список лучших бомбардиров команды. Так как точные данные об индивидуальных успехах игроков до 2015 года отсутствуют, список был составлен на основании голов игроков после начала 2015 года.
Полужирным выделены игроки, продолжающие выступление за клуб.
По состоянию на 15 июля 2016 года
| #  | Игрок                  | Голы |
| -- | ---------------------- | ---- |
| 1  | Максим Сень            | 91   |
| 2  | Гиорги Диаквинишвили   | 52   |
| 3  | Андрей Алексеев        | 51   |
| 4  | Артем Колесников       | 37   |
| 5  | Янис Пастарс           | 36   |
| 6  | Герман Матюшенко       | 23   |
| 7  | Дмитрий Забаровский    | 22   |
| 8  | Матисс Бабрис          | 22   |
| 9  | Константин Забаровский | 17   |
| 10 | Артур Ерофеев          | 14   |

## Достижения
Чемпионат Латвии
- Обладатель (11 раз): 2007/2008, 2008/2009, 2009/2010, 2010/2011, 2011/2012, 2012/2013, 2013/2014, 2014/2015, 2015/2016, 2016/2017, 2017/2018

Кубок Латвии
- Обладатель (2 раза): 2013, 2015.
- Финалист (1 раз): 2014.

Суперкубок Латвии
- Обладатель (3 раза): 2013, 2014, 2015.

Futsal Kobe Festa
- Обладатель (3 раза): 2014, 2015, 2016.